# Atletica leggera ai Giochi della XV Olimpiade - Salto in alto maschile

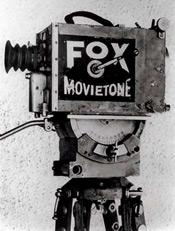
Video della Finale (il salto vincente di Walt Davis)

La competizione del salto in alto maschile di atletica leggera ai Giochi della XV Olimpiade si è disputata il giorno 20 luglio 1952 allo Stadio olimpico di Helsinki.

## L'eccellenza mondiale
| Campione olimpico 1948   | 1,98    | John Winter   | Ritir. 1950 |
| Campione europeo 1950    | 1,96    | Alan Paterson | Presente    |
| Primatista stagionale    | 2,095   | Walter Davis  | Presente    |
| Vincitore dei Trials USA | 2,095 = | Walter Davis  | Presente    |

1. ↑  Fino al 20 luglio.
2. ↑  Stabilito il 10 maggio.
3. ↑  Il 21 giugno.

## Risultati

### Turno eliminatorio
Qualificazione a metri 1,87 
Gruppo A
| Pos. | Atleta                      | Nazione          | Misura | Salti | Salti | Salti | Salti |
| Pos. | Atleta                      | Nazione          | Misura | 1,70  | 1,80  | 1,84  | 1,87  |
| ---- | --------------------------- | ---------------- | ------ | ----- | ----- | ----- | ----- |
| 1    | Arnold Betton               | Stati Uniti      | 1,87   | -     | -     | -     | O     |
| 1    | Walt Davis                  | Stati Uniti      | 1,87   | -     | -     | -     | O     |
| 3    | Bjørn Gundersen             | Norvegia         | 1,87   | -     | O     | -     | O     |
| 4    | Boniface Guobadia           | Nigeria          | 1,87   | -     | O     | O     | O     |
| 5    | Claude Bénard               | Francia          | 1,87   | O     | O     | O     | O     |
| 5    | Jacques Delelienne          | Belgio           | 1,87   | O     | O     | O     | O     |
| 5    | Mihajlo Dimitrijević        | Jugoslavia       | 1,87   | O     | O     | O     | O     |
| 5    | Pekka Halme                 | Finlandia        | 1,87   | O     | O     | O     | O     |
| 5    | Albert Koskinen             | Finlandia        | 1,87   | O     | O     | O     | O     |
| 10   | Georges Damitio             | Francia          | 1,87   | O     | O     | XO    | O     |
| 11   | Yury Ilyasov                | Unione Sovietica | 1,87   | -     | XO    | XO    | XO    |
| 12   | Patrick Leane               | Australia        | 1,87   | O     | XO    | XO    | XO    |
| 13   | Téofilo Davis               | Venezuela        | 1,87   | O     | O     | O     | XXO   |
| 14   | Nagalingam Ethirveerasingam | Ceylon           | 1,84   | O     | XXO   | O     | XXX   |
| 15   | Walter Herssens             | Belgio           | 1,84   | O     | O     | XXO   | XXX   |
| 16   | Andrés Franco               | Filippine        | 1,84   | O     | XO    | XXO   | XXX   |
| 17   | Hércules Azcune             | Uruguay          | 1,80   | O     | O     | XXX   |       |
| 17   | Ernesto Lagos               | Cile             | 1,80   | O     | O     | XXX   |       |
| 19   | Arieh Batun-Kleinstub       | Israele          | 1,70   | O     | XXX   |       |       |

Gruppo B
| Pos. | Atleta             | Nazione          | Misura | Salti | Salti | Salti | Salti |
| Pos. | Atleta             | Nazione          | Misura | 1,70  | 1,80  | 1,84  | 1,87  |
| ---- | ------------------ | ---------------- | ------ | ----- | ----- | ----- | ----- |
| 1    | Gösta Svensson     | Svezia           | 1,87   | -     | -     | -     | O     |
| 2    | Josiah Majekodunmi | Nigeria          | 1,87   | -     | O     | -     | O     |
| 2    | Nafiu Osagie       | Nigeria          | 1,87   | -     | O     | -     | O     |
| 2    | James Owoo         | Costa d'Oro      | 1,87   | -     | O     | -     | O     |
| 2    | Ken Wiesner        | Stati Uniti      | 1,87   | -     | O     | -     | O     |
| 6    | Alan Paterson      | Gran Bretagna    | 1,87   | O     | O     | O     | O     |
| 6    | Ronald Pavitt      | Gran Bretagna    | 1,87   | O     | O     | O     | O     |
| 6    | José da Conceição  | Brasile          | 1,87   | O     | O     | O     | O     |
| 6    | Hans Wahli         | Svizzera         | 1,87   | O     | O     | O     | O     |
| 6    | Peter Wells        | Gran Bretagna    | 1,87   | O     | O     | O     | O     |
| 11   | Birger Leirud      | Norvegia         | 1,87   | -     | XO    | XO    | O     |
| 12   | Arne Ljungqvist    | Svezia           | 1,87   | -     | -     | -     | XO    |
| 12   | Ion Söter          | Romania          | 1,87   | -     | -     | -     | XO    |
| 14   | Maram Sudarmodjo   | Indonesia        | 1,87   | -     | O     | O     | XXO   |
| 15   | Yevhen Vansovych   | Unione Sovietica | 1,87   | -     | XO    | XO    | XXO   |
| 16   | Mehnga Singh       | India            | 1,70   | O     | XXX   |       |       |
| 17   | Emad El-Din Shafei | Egitto           | 1,70   | XO    | XXX   |       |       |

### Finale
Da 1,98 l'asticella viene posta a 2,01. È la selezione decisiva della gara: gli atleti, da sette, rimangono in quattro: gli americani Davis e Wiesner, il brasiliano da Conceicão e lo svedese Svensson.

I due americani passano 2,01 alla prima prova. Gli avversari vengono invece eliminati, lasciando i due americani a contendersi l'oro.

A 2,04, record olimpico, Davis e Wiesner sbagliano: è il loro primo errore in tutta la gara. Davis valica l'asticella alla seconda prova, mentre Wiesner non ci riesce e si prende l'argento.

I primi due classificati sono anche compagni di squadra della stessa università texana.
| Pos.    | Atleta               | Età | Nazione          | Misura | Salti | Salti | Salti | Salti | Salti | Salti | Salti | Salti |
| Pos.    | Atleta               | Età | Nazione          | Misura | 1,70  | 1,80  | 1,90  | 1,95  | 1,98  | 2,01  | 2,04  | 2,07  |
| ------- | -------------------- | --- | ---------------- | ------ | ----- | ----- | ----- | ----- | ----- | ----- | ----- | ----- |
| Oro     | Walt Davis           | 21  | Stati Uniti      | 2,04   | -     | O     | O     | O     | O     | O     | XO    | XXX   |
| Argento | Ken Wiesner          | 27  | Stati Uniti      | 2,01   | -     | O     | O     | O     | O     | O     | XXX   |       |
| Bronzo  | José da Conceição    | 21  | Brasile          | 1,98   | -     | O     | O     | O     | O     | XXX   |       |       |
| 4       | Gösta Svensson       | 23  | Svezia           | 1,98   | -     | -     | O     | -     | XXO   | XXX   |       |       |
| 5       | Ronald Pavitt        | 26  | Gran Bretagna    | 1,95   | O     | O     | O     | O     | XXX   |       |       |       |
| 6       | Ion Söter            | 25  | Romania          | 1,95   | -     | -     | O     | XO    | XXX   |       |       |       |
| 7       | Arnold Betton        | 20  | Stati Uniti      | 1,95   | -     | O     | O     | XO    | XXX   |       |       |       |
| 8       | Bjørn Gundersen      | 28  | Norvegia         | 1,90   | -     | -     | O     | XXX   |       |       |       |       |
| 9       | Jacques Delelienne   | 24  | Belgio           | 1,90   | -     | O     | O     | XXX   |       |       |       |       |
| 9       | Josiah Majekodunmi   | 25  | Nigeria          | 1,90   | -     | O     | O     | XXX   |       |       |       |       |
| 11      | Pekka Halme          | 25  | Finlandia        | 1,90   | O     | O     | O     | XXX   |       |       |       |       |
| 11      | Peter Wells          | 23  | Gran Bretagna    | 1,90   | O     | O     | O     | XXX   |       |       |       |       |
| 13      | Georges Damitio      | 28  | Francia          | 1,90   | O     | O     | O     | XXX   |       |       |       |       |
| 13      | Jurij Iljasov        | 26  | Unione Sovietica | 1,90   | O     | O     | O     | XXX   |       |       |       |       |
| 15      | Arne Ljungqvist      | 21  | Svezia           | 1,90   | -     | -     | XO    | XXX   |       |       |       |       |
| 16      | Hans Wahli           | 25  | Svizzera         | 1,90   | -     | O     | XO    | XXX   |       |       |       |       |
| 17      | Birger Leirud        | 28  | Norvegia         | 1,90   | -     | -     | XXO   | XXX   |       |       |       |       |
| 18      | Claude Bénard        | 26  | Francia          | 1,90   | -     | O     | XXO   | XXX   |       |       |       |       |
| 18      | Nafiu Osagie         | 19  | Nigeria          | 1,90   | -     | O     | XXO   | XXX   |       |       |       |       |
| 20      | Mihajlo Dimitrijević | 25  | Jugoslavia       | 1,80   | -     | O     | XXX   |       |       |       |       |       |
| 20      | Boniface Guobadia    | 26  | Nigeria          | 1,80   | -     | O     | XXX   |       |       |       |       |       |
| 20      | James Owoo           | 25  | Costa d'Oro      | 1,80   | -     | O     | XXX   |       |       |       |       |       |
| 20      | Maram Sudarmodjo     | 24  | Indonesia        | 1,80   | -     | O     | XXX   |       |       |       |       |       |
| 24      | Téofilo Davis        | 23  | Venezuela        | 1,80   | O     | O     | XXX   |       |       |       |       |       |
| 24      | Albert Koskinen      | 27  | Finlandia        | 1,80   | O     | O     | XXX   |       |       |       |       |       |
| 24      | Patrick Leane        | 22  | Australia        | 1,80   | O     | O     | XXX   |       |       |       |       |       |
| 24      | Alan Paterson        | 24  | Gran Bretagna    | 1,80   | O     | O     | XXX   |       |       |       |       |       |
| 28      | Yevhen Vansovych     | 22  | Unione Sovietica | 1,80   | -     | XO    | XXX   |       |       |       |       |       |

Dopo l'oro olimpico, Davis, alto 2,04 metri, si dedicherà alla pallacanestro professionistica.